# Сточићу постави се
„Сточићу, постави се” је југословенска телевизијска серија снимљена 1980. године у продукцији Телевизије Београд.
Комплетна ТВ екипа ▼
| Редитељ    | Слободан Радовић  |
| Сценариста | Александар Генис  |
| Сценограф  | Дагмар Стојановић |